# Dúbrava (powiat Lewocza)
Dúbrava – słowacka wieś i gmina (obec) w powiecie Lewocza w kraju preszowskim. W 2011 roku zamieszkiwało ją 346 osób.

## Historia
Pierwsze wzmianki o wsi pochodzą z 1293 roku.

## Geografia
Centrum wsi leży na wysokości 620 m n.p.m. Gmina zajmuje powierzchnię 9,61 km².